# Raoetsjoea
De Raoetsjoea (Russisch: Раучуа), ook Raoetsjoevan (Раучуван) of Bolsjaja Baranicha (Большая Бараниха; "Grote Baranicha") genoemd, is een 323 kilometer lange rivier in het noordwesten van de Russische autonome okroeg Tsjoekotka. De rivier ontspringt in het gebergte Ilirnejski krjazj nabij de berg Sytoetsji Kamen (1659 meter), doorstroomt het bergmeer Raoetsjoevagytgyn en daarna naar het noordwesten. Na het doorbreken van het Raoetsjoeagebergte doorstroomt de rivier een moerassig gebied en verspreidt zich over diverse armen om als zodanig uit te monden in de Oost-Siberische Zee ten westen van de Tsjaoenbaai. De rivier wordt vooral gevoed door sneeuw en regen en bevriest van september tot juni tot op de bodem.
Aan de westzijde van de monding bevindt zich het poolstation Raoetsjoea (Raoe-Tsjoea), dat werd gesticht in 1940. Aan de rivier ligt aan de middenloop de gesloten mijnplaats Baranicha.
Nabij de rivier zijn overblijfselen van bevroren mammoeten gevonden.